# Cuartel (milicia)

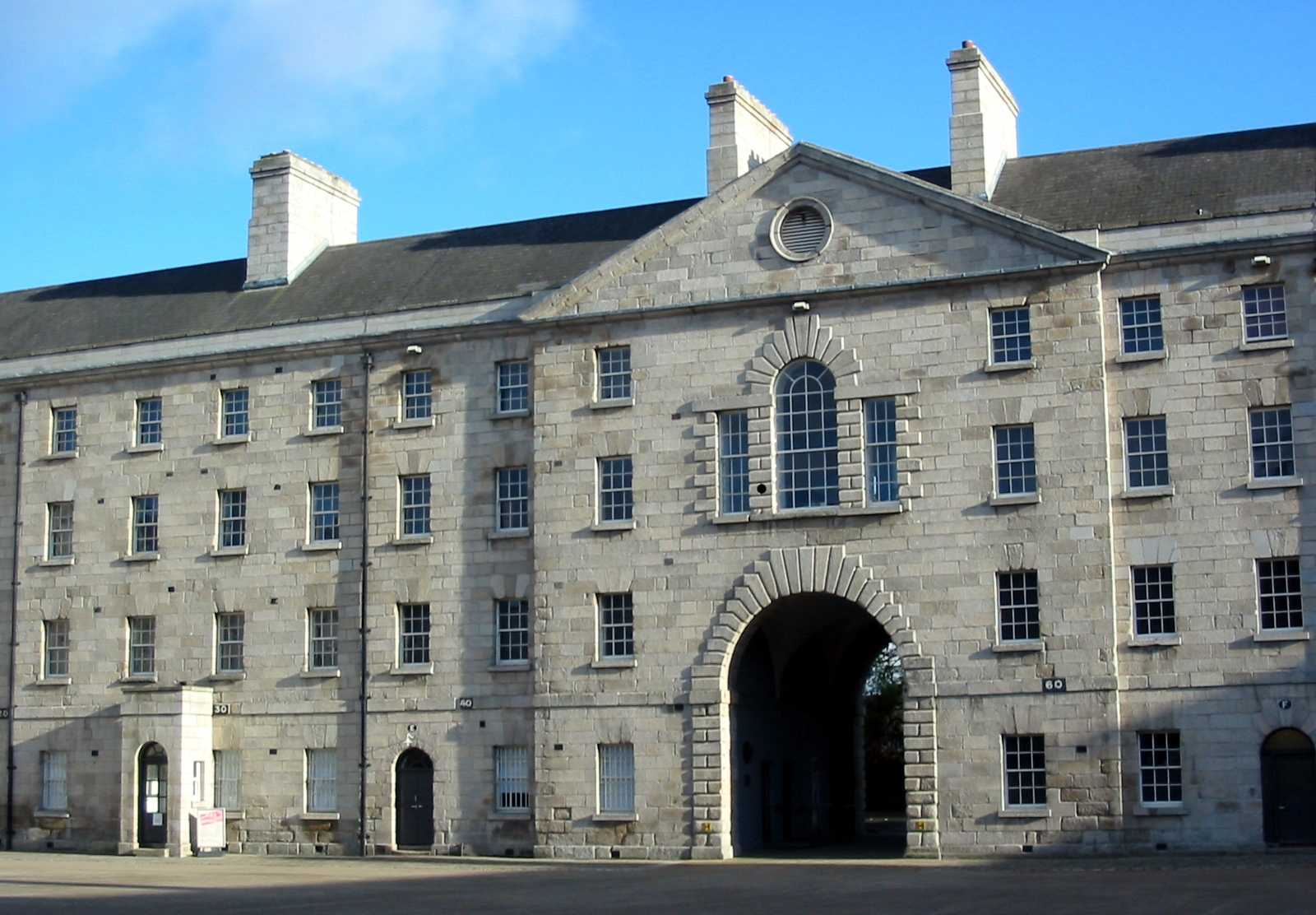
Antiguo cuartel en Dublín

En el ámbito militar, recibe el nombre de cuartel el edificio destinado a dar residencia a los soldados. También hace referencia al destacamento, guarnición, estancia y permanencia de las tropas en algún punto.
La función principal de los cuarteles es separar a los soldados de la población civil y reforzar la disciplina, el entrenamiento y el "espíritu de cuerpo". Se les ha llamado "fábricas de disciplina para soldados". Al igual que las fábricas industriales, algunas se consideran edificios de mala calidad o aburridos, aunque otros son conocidos por su magnífica arquitectura como Collins Barracks en Dublín y otros en París, Berlín, Madrid, Viena o Londres. Desde los toscos barracones de los ejércitos de conscriptos del siglo XIX, llenos de novatadas y enfermedades y apenas diferenciados de los corrales de ganado que albergaban a los animales de tiro,[cita requerida] hasta los cuarteles de militares voluntarios modernos limpios e conectados a Internet, la palabra puede tener una variedad de connotaciones.

## Historia

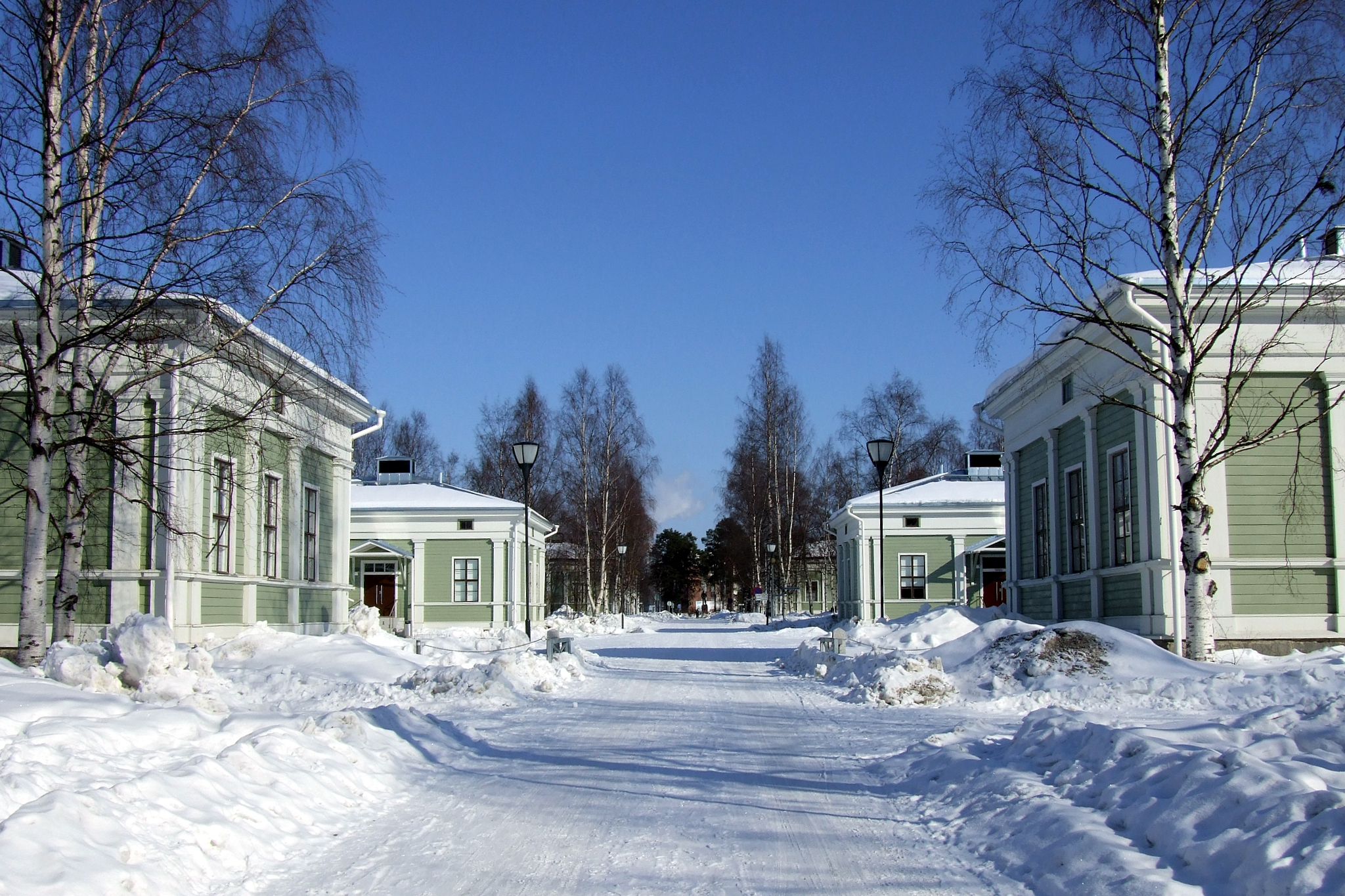
Antiguo acuartelamiento en Oulu, Finlandia

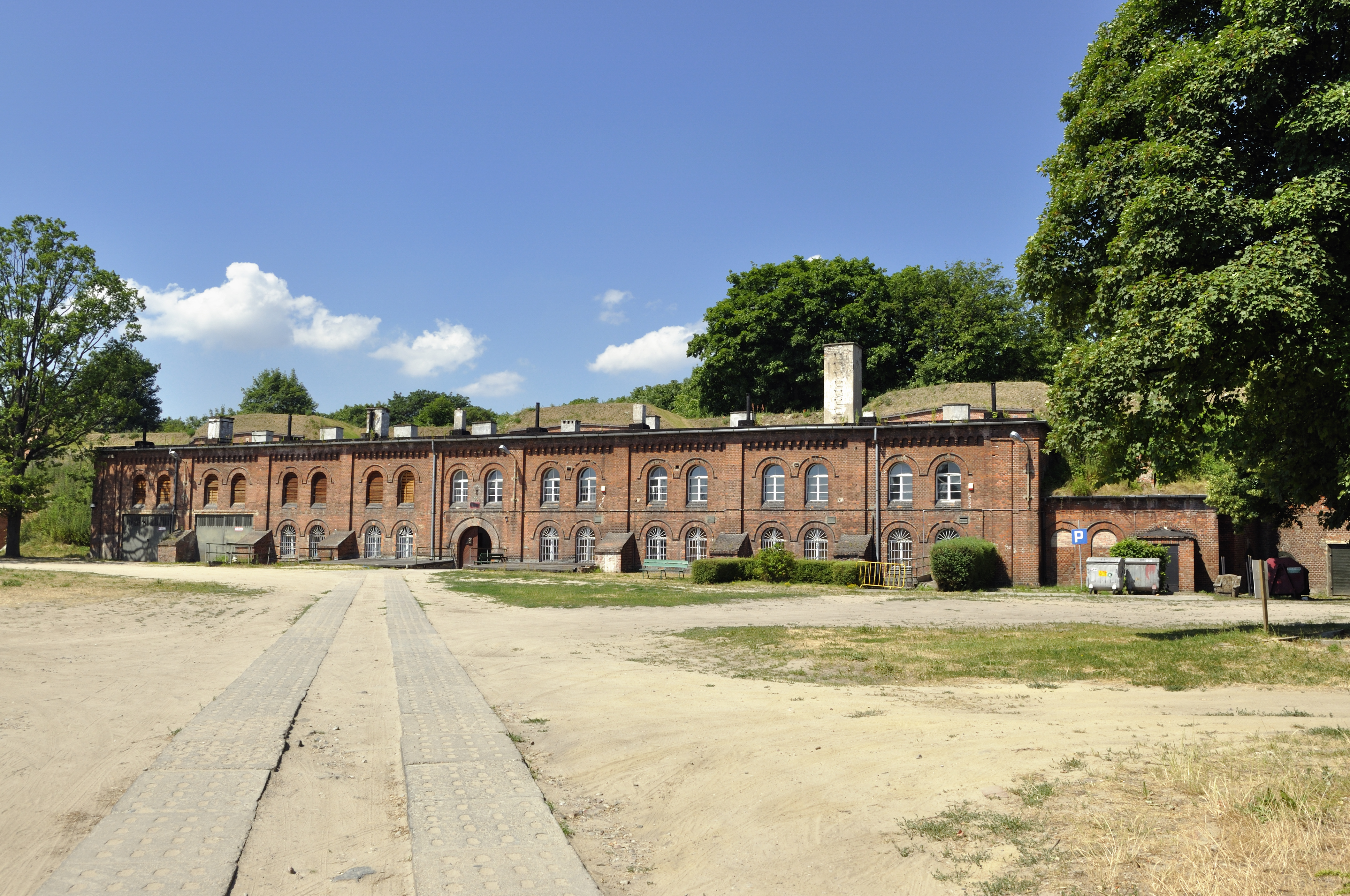
Cuartel en Gdańsk, Polonia.

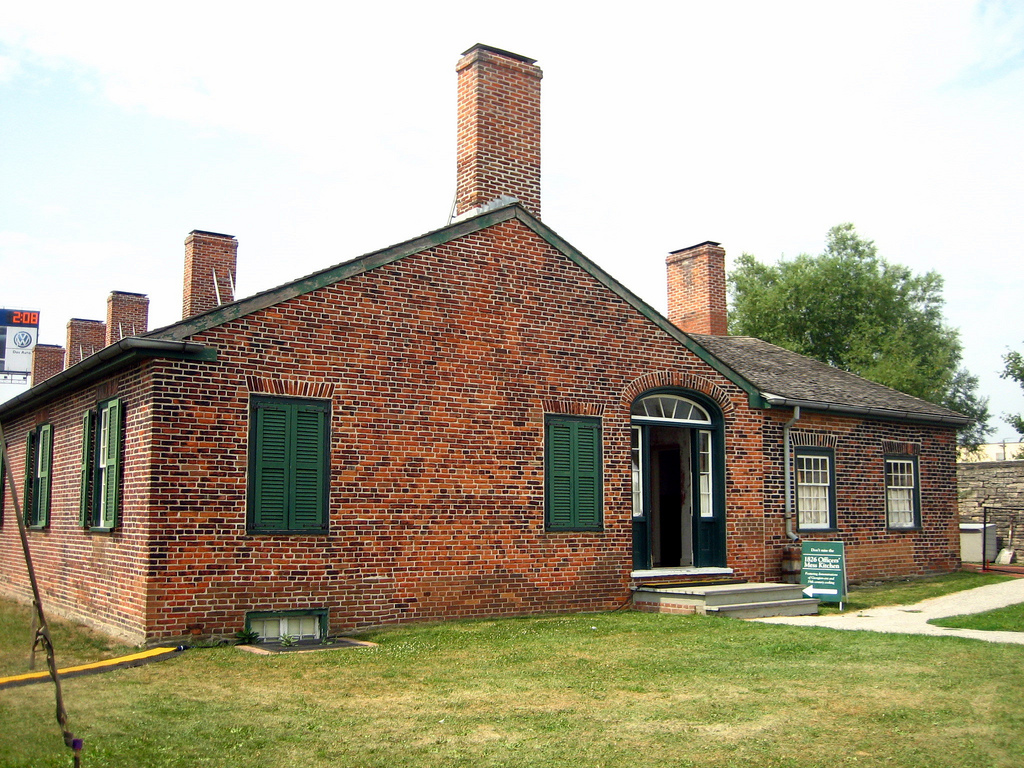
El cuartel de oficiales y establecimiento de comedor en Fort York, Toronto, construido en 1815 después de que los soldados estadounidenses destruyeran el fuerte original de 1793 durante la Guerra de 1812.

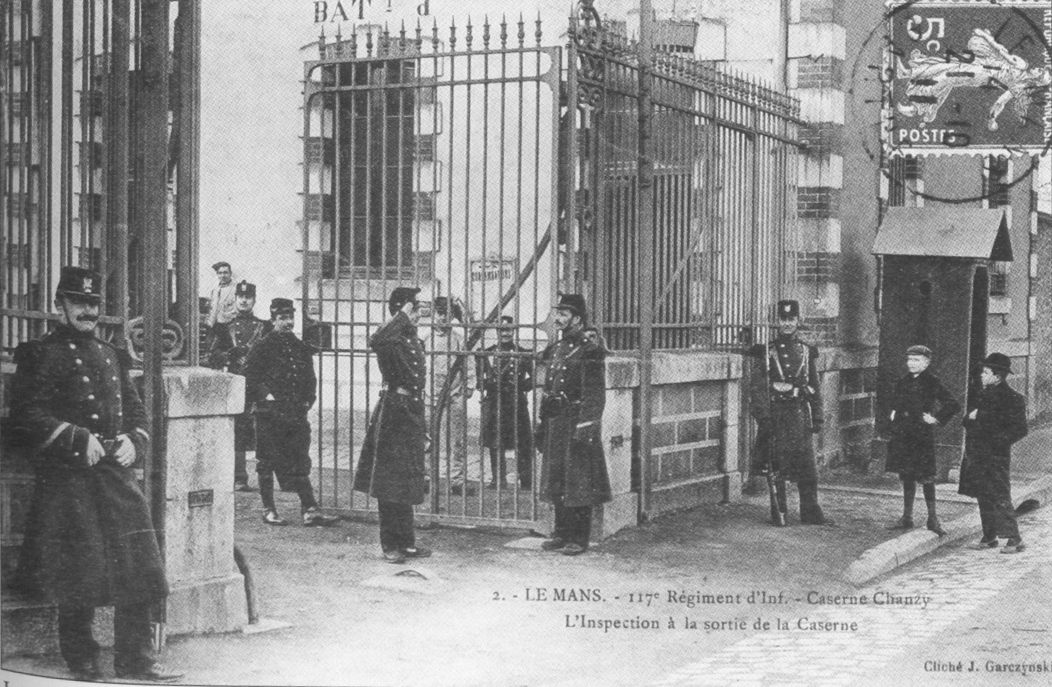
Cuartel del 117º regimiento de infantería en Le Mans, Francia (c.1900).

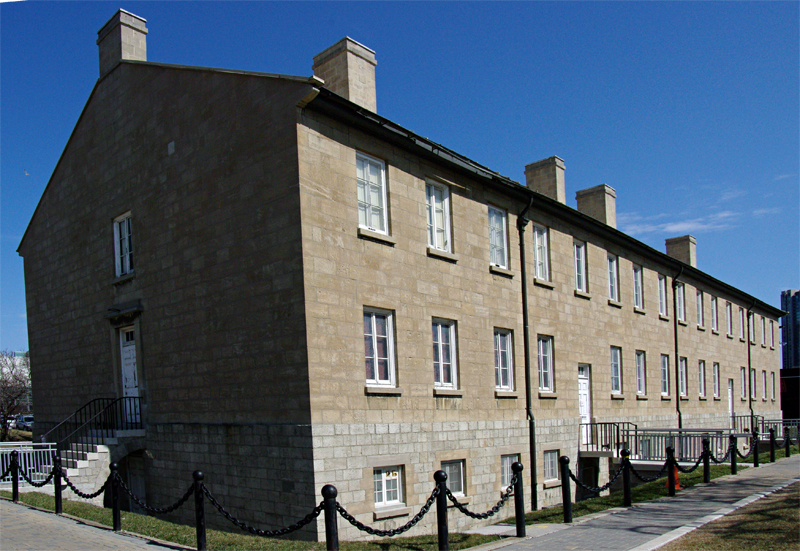
Los cuarteles de oficiales en New Fort York hechos de piedra caliza de Queenston (1840), la única estructura sobreviviente del sitio.

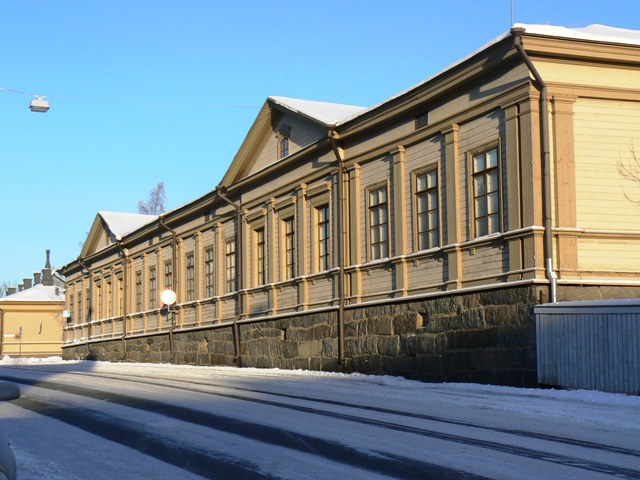
Los cuarteles del período ruso en Vaasa,Ostrobothnia, Finlandia

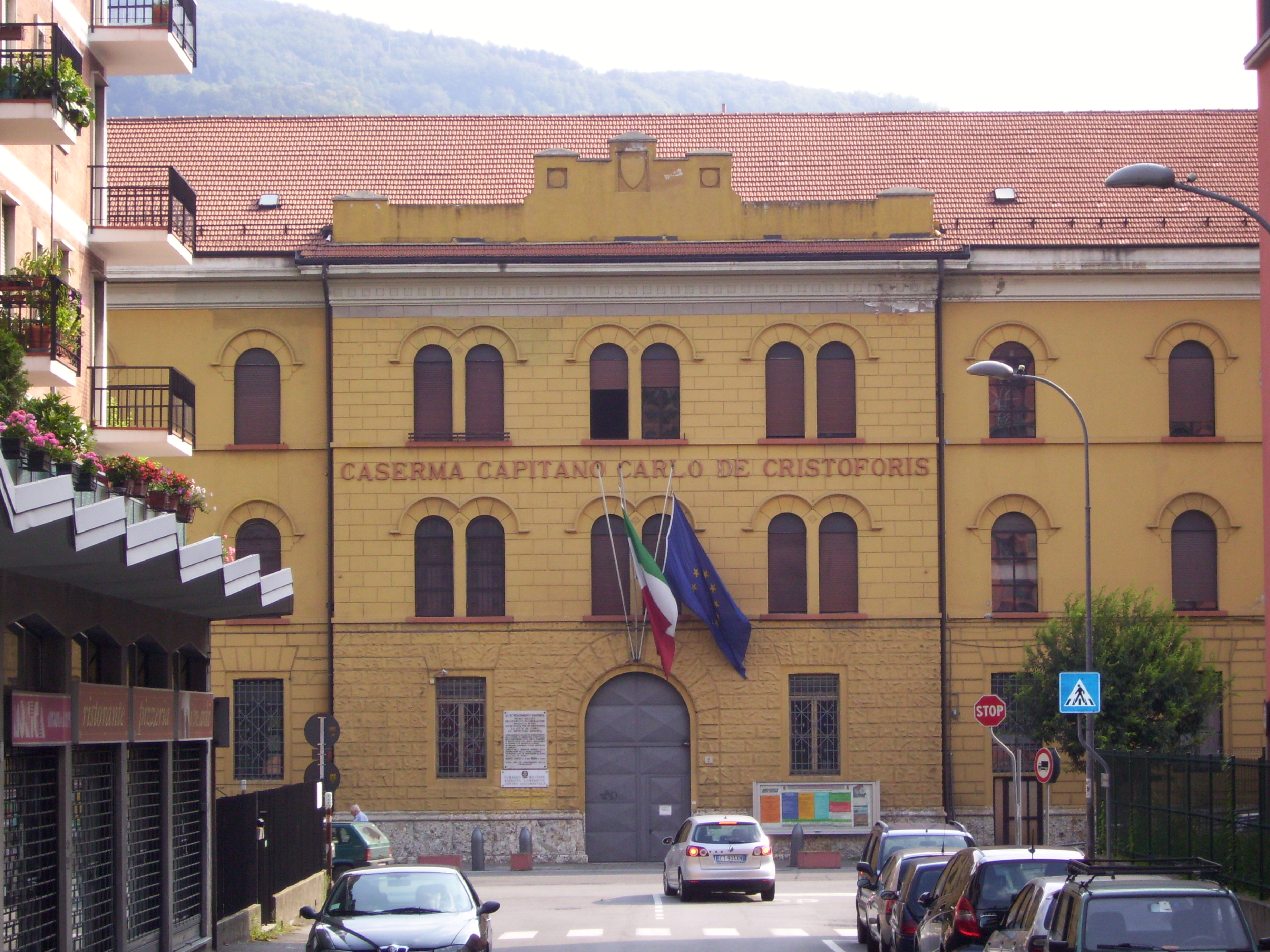
Cuartel Carlo De Cristoforis en Como

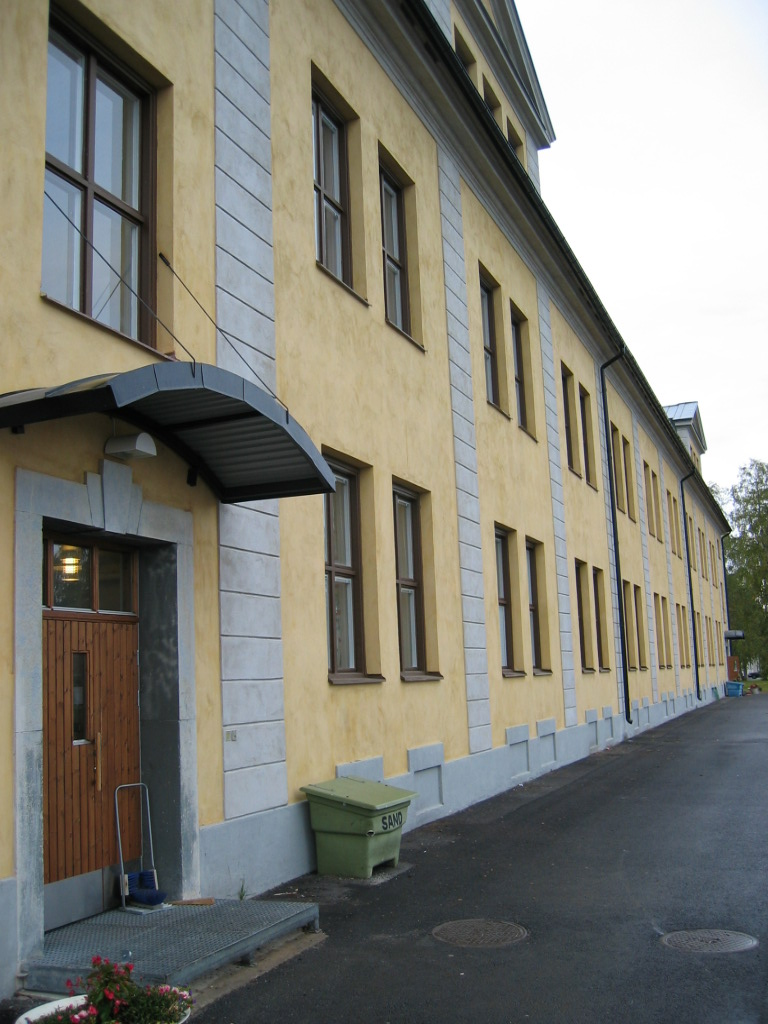
Cuarteles que albergan reclutas del Regimiento de Norrbotten en Boden, Suecia.

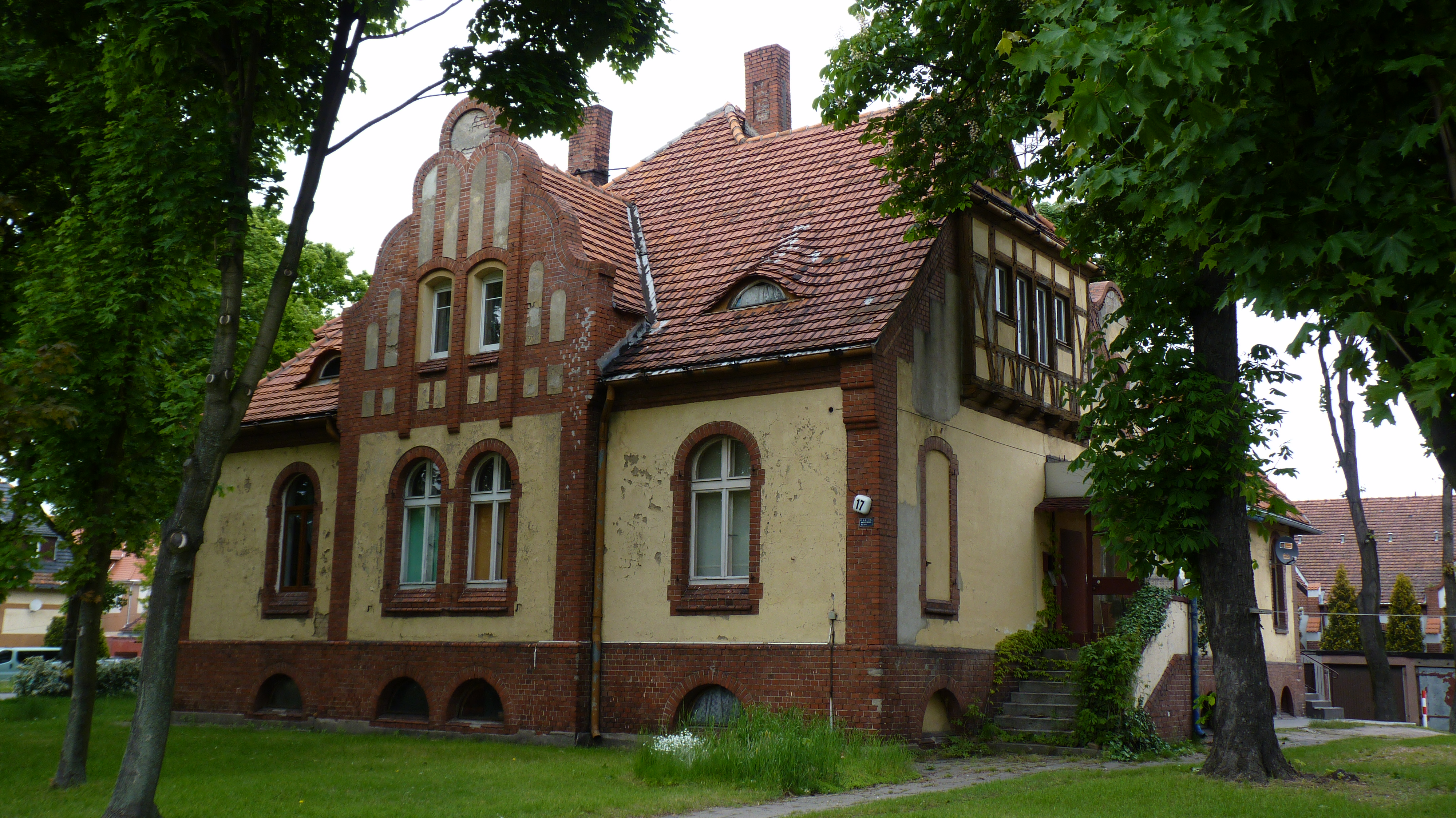
Antiguo edificio de cuarteles en Września

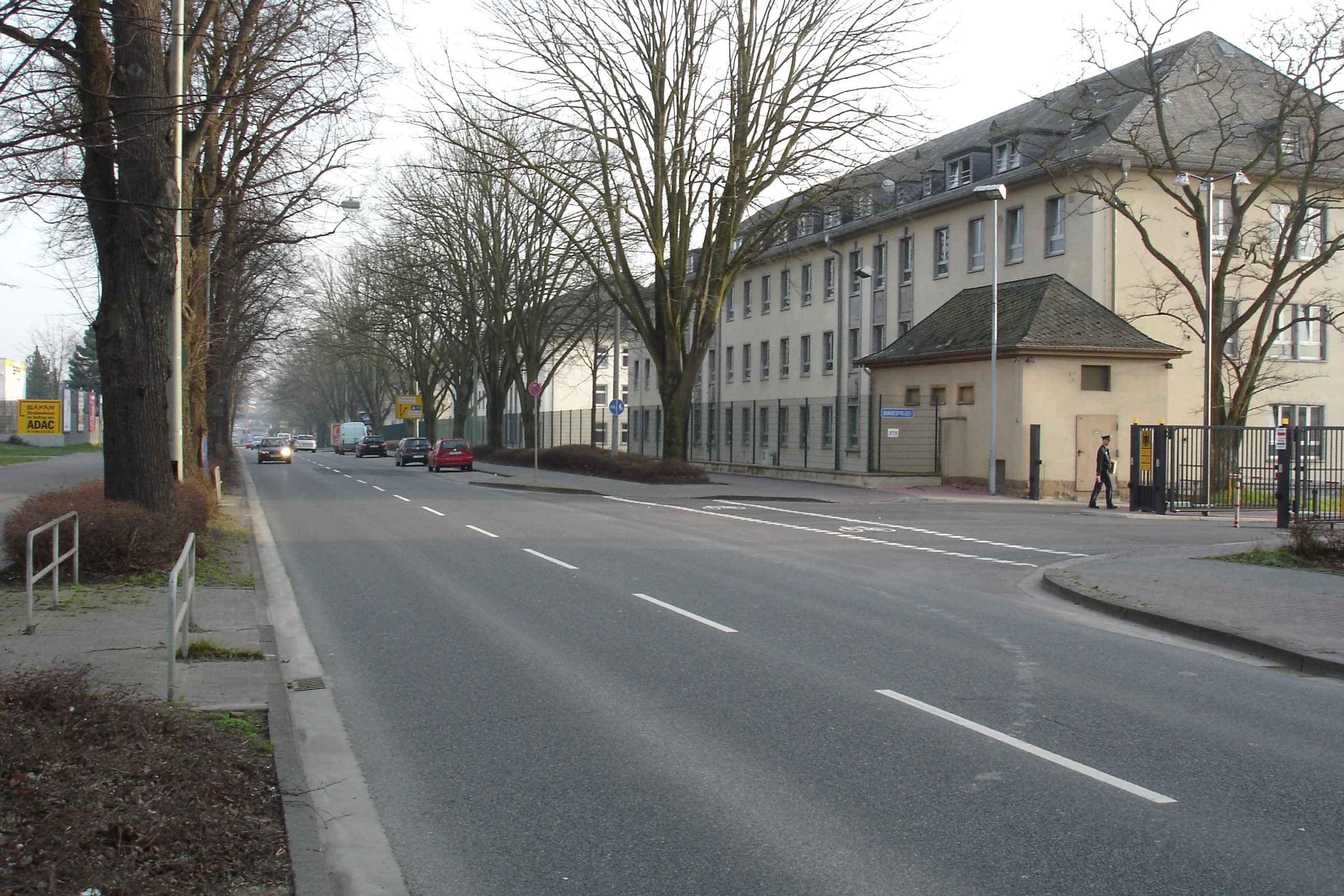
Cuartel alemán para tropas de la Bundespolizei (policía federal) en Frankfurt, Alemania.

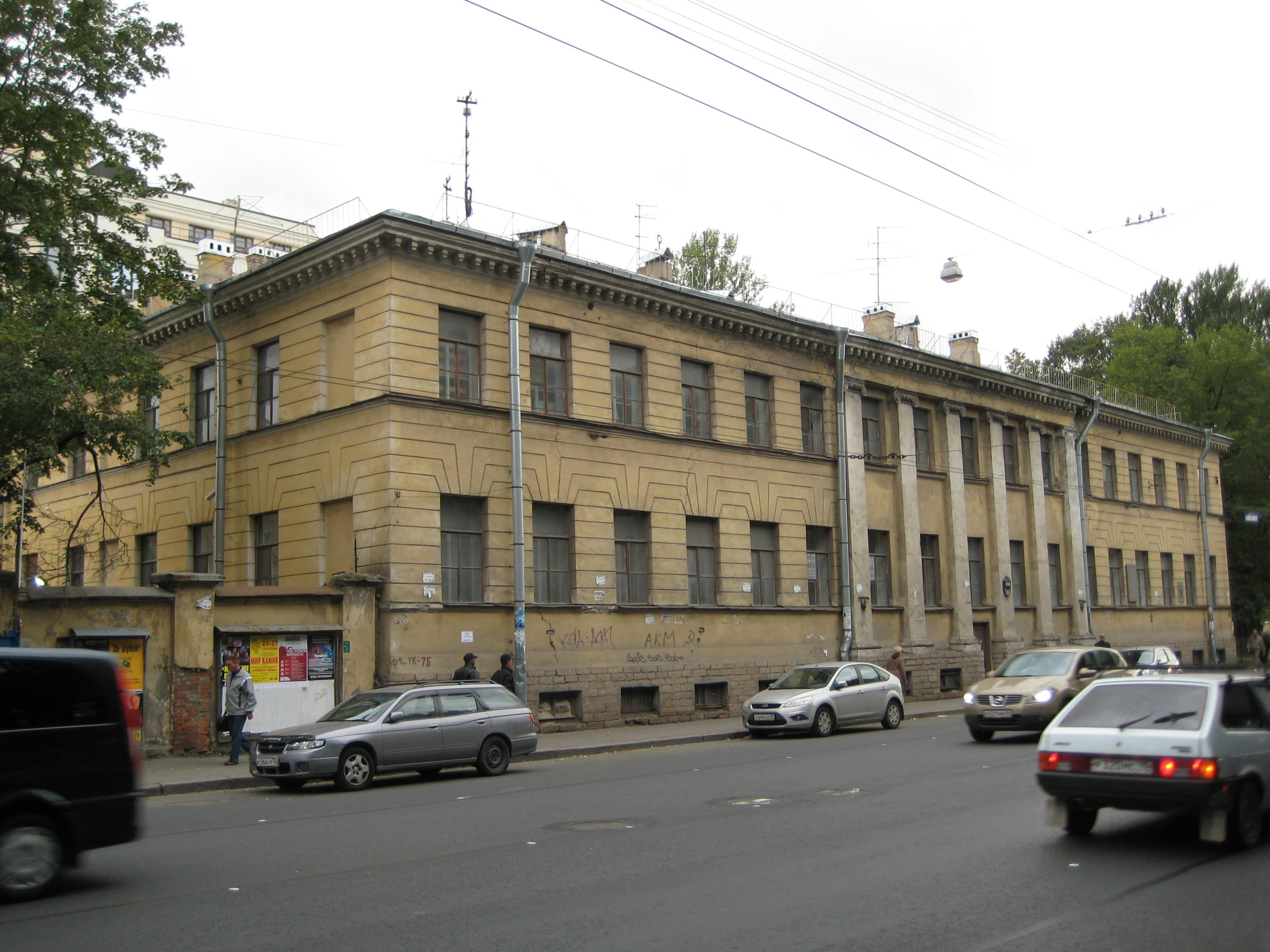
El Regimiento de Salvavidas de Preobrazhensky cuartel en San Petersburgo

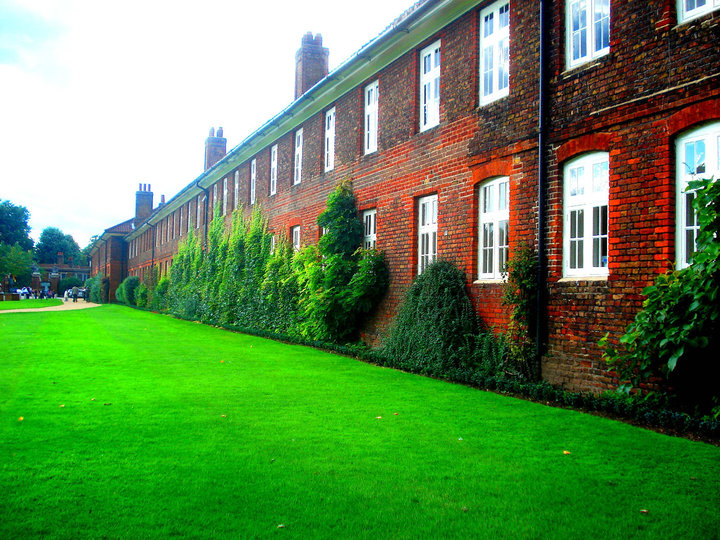
Cuartel en el Palacio de Hampton Court (1689), Gran Londres; estos son los cuarteles construidos especialmente más antiguos de Gran Bretaña.

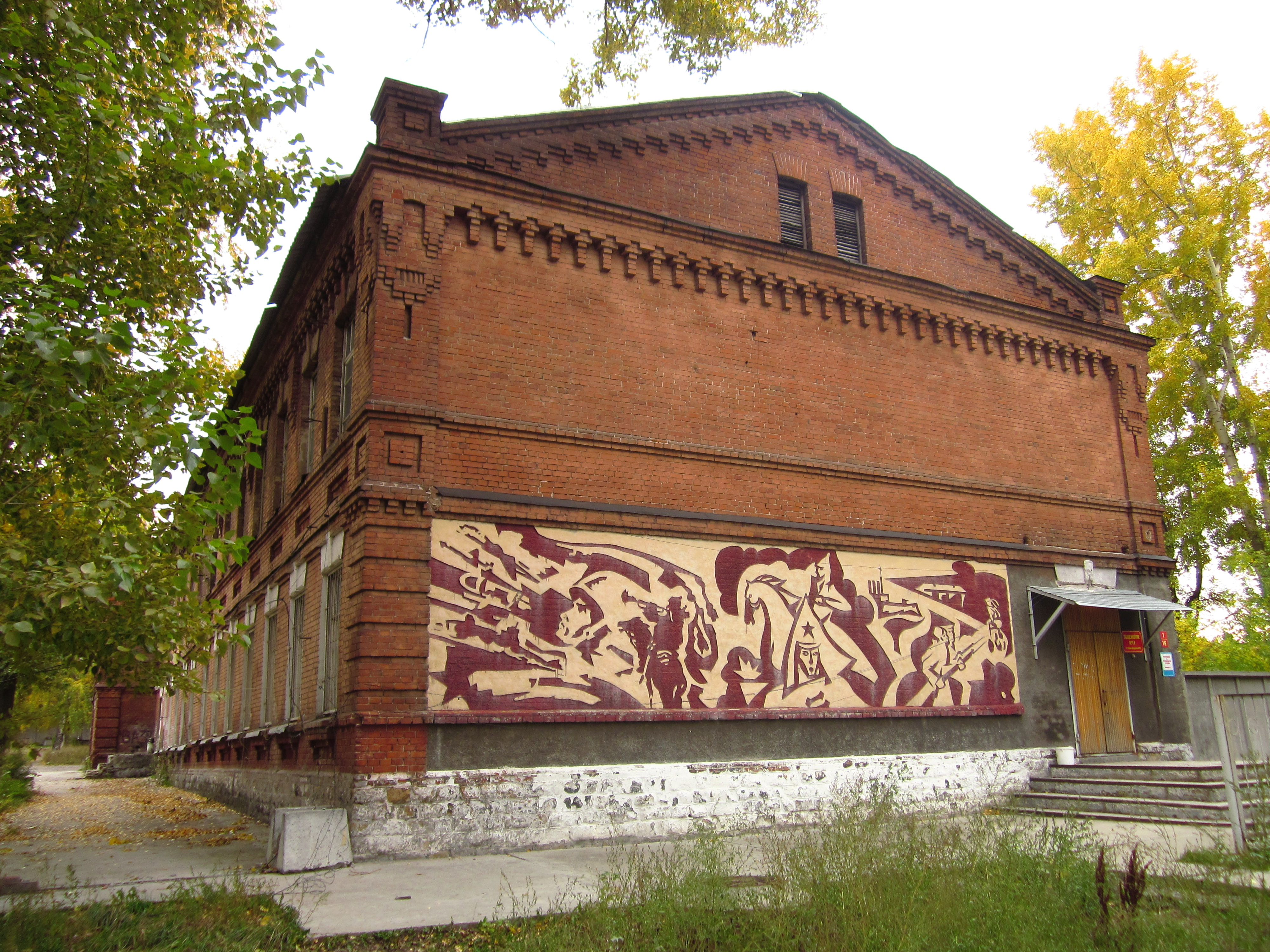
Cuartel del equipo de ametralladoras en la ciudad militar en Novosibirsk (construida en 1913)

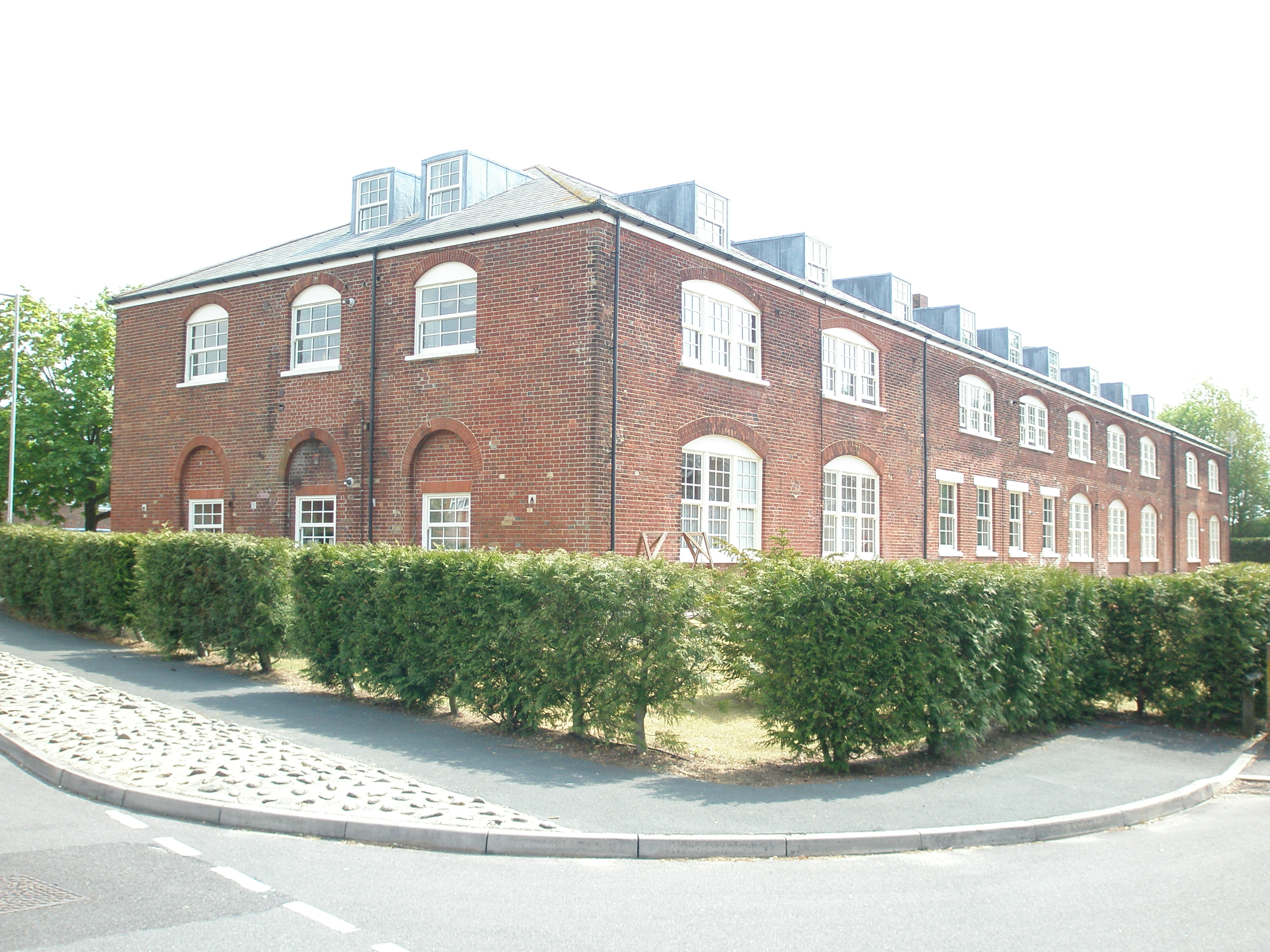
Cuartel de caballería, Christchurch, Dorset, 1795: alojamiento de oficiales en los bloques finales, establos en la planta baja con alojamiento para hombres encima.

Cuartel de Fort George, 1753

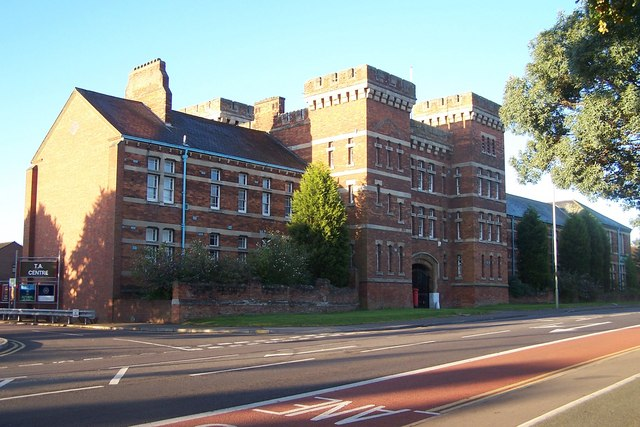
Cuartel de Kempston, construido para servir como depósito para el Regimiento de Bedfordshire en 1875 (uno de varios cuarteles similares establecidos después de las reformas de Cardwell)

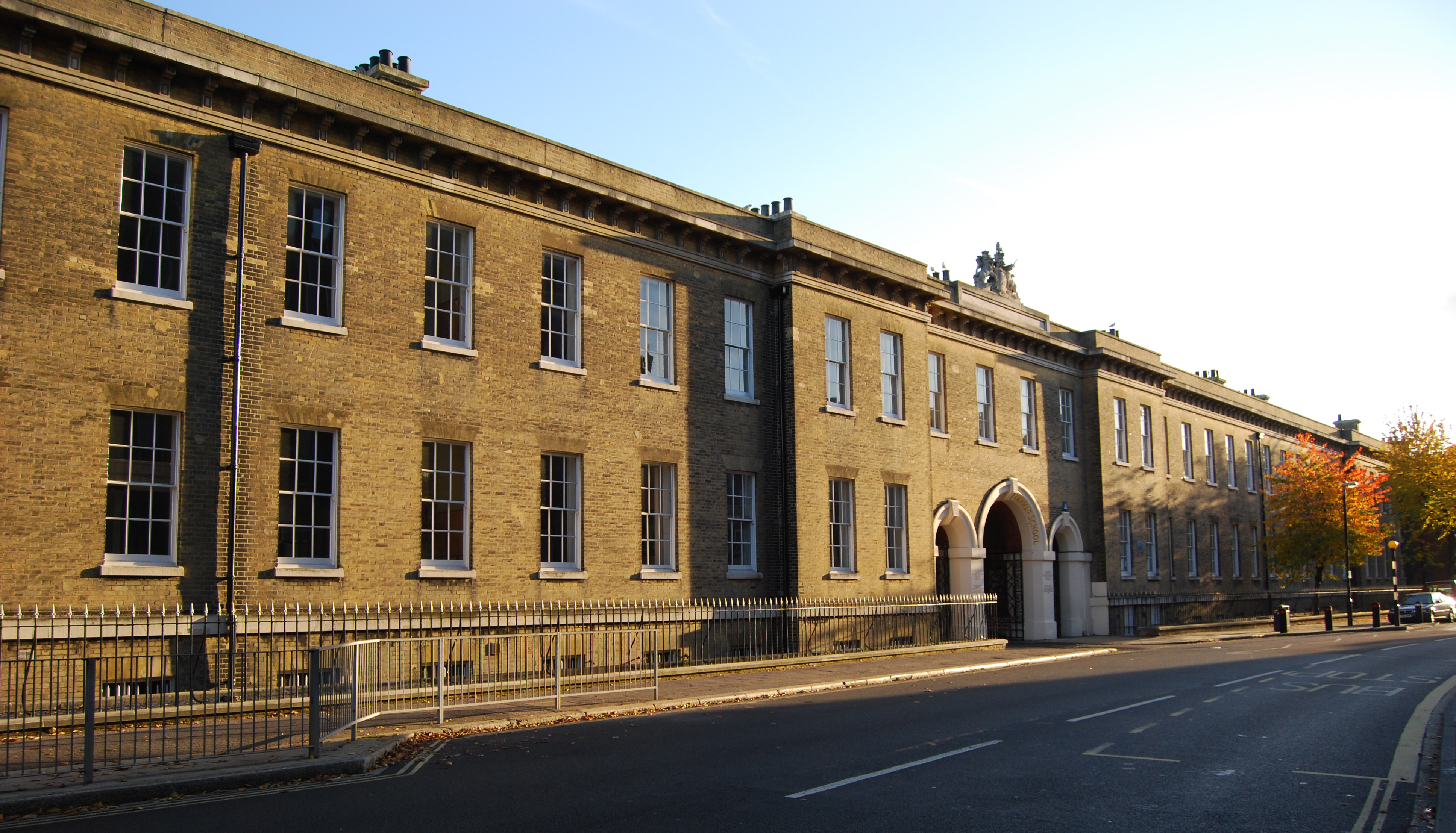
Alojamiento de oficiales en Cambridge Infantry Barracks en Portsmouth (década de 1820)

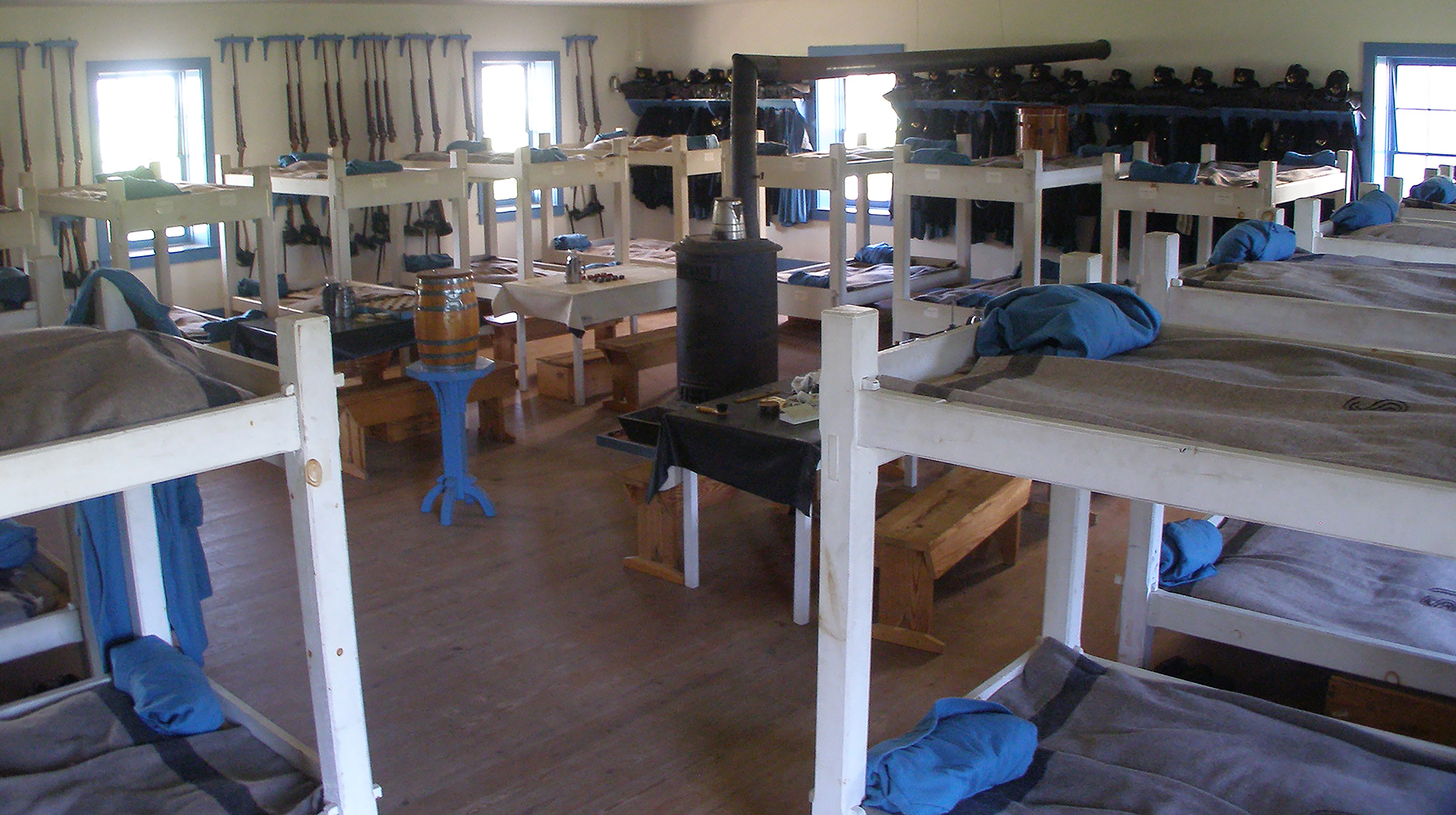
Muchos barracones contienen un gran número de camas o literas con áreas comunes mínimas

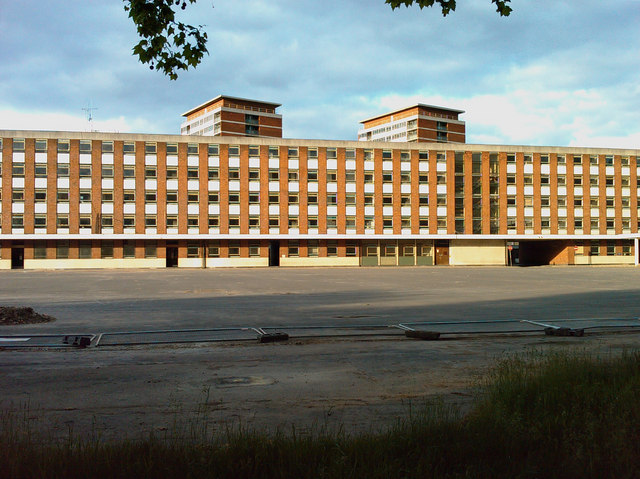
Chelsea Barracks, reconstruido en la década de 1960

Hay un cierto número de restos de cuarteles del ejército romano en fortalezas de frontera tales como Housesteads y Vindolanda. De estos y de fuentes romanas contemporáneas podemos ver que los fundamentos de la vida en un campo militar han seguido siendo constantes durante miles de años.
En el Período Moderno Temprano, formaron parte de la Revolución Militar que los eruditos creen que contribuyó decisivamente a la formación del estado nación aumentando el gasto de mantenimiento de ejércitos permanentes. Grandes cuarteles permanentes fueron desarrollados en el siglo XVIII por los dos estados dominantes de la época, Francia con "caserne" y España con el "cuartel". El término inglés 'barrack', por otro lado, deriva de la palabra española para un refugio temporal erigido por soldados en campaña militar, barraca; (debido a los temores de que un ejército permanente en los cuarteles sería una amenaza para la constitución, los cuarteles generalmente no se construyeron en Gran Bretaña hasta 1790, en vísperas de las Guerras Napoleónicas).
Los primeros cuarteles eran bloques de varios pisos, a menudo agrupados en un cuadrilátero alrededor de un patio o plaza de armas. Un buen ejemplo es Berwick Barracks, que fue uno de los primeros en Inglaterra en ser especialmente construido y comenzó en 1717 según el diseño del distinguido arquitecto Nicholas Hawksmoor. Durante el siglo XVIII, la creciente sofisticación de la vida militar condujo a viviendas separadas para diferentes rangos (los oficiales siempre tenían habitaciones más grandes) y habitaciones matrimoniales; así como la dotación de edificaciones especializadas tales como comedores y cocinas, baños, comedores, escuelas, hospitales, armerías, gimnasios, picaderos y cuadras. El concepto del plan del pabellón del diseño del hospital influyó en la planificación del cuartel después de la Guerra de Crimea. Antes de 1780, estos tipos de viviendas no eran conocidos extensamente en Gran Bretaña. Los cuarteles en forma de bloques de edificios fueron utilizados para alojar a tropas en fortalezas en Canadá superior.
Los primeros campos de entrenamiento a gran escala se construyeron en el Reino de Francia y en Alemania a principios del siglo XVIII. El ejército británico construyó los campos de Aldershot a partir de 1854.
En la Primera Guerra Mundial, los regimientos de infantería, artillería y caballería tenían cuarteles separados. Los primeros cuarteles navales eran cascos de viejos veleros de madera; pero estos alojamientos insalubres fueron reemplazados por grandes barracones navales en las principales ciudades astilleras de Europa y los Estados Unidos, generalmente con hamacas en lugar de camas.
Estos eran inadecuados para los enormes ejércitos movilizados después de 1914. Los campamentos de cabañas se desarrollaron utilizando variaciones de la choza Nissen del mismo nombre, hecha de madera o hierro corrugado.

## Militar
En muchas fuerzas militares, tanto el personal de NCO como el de SNCO con frecuencia se alojan en barracones para servicio o entrenamiento. Los oficiales a menudo se encargan de garantizar que los cuarteles y el personal se mantengan ordenados. Los suboficiales junior alistados a menudo reciben menos espacio y pueden alojarse en bahías, mientras que los suboficiales y oficiales senior pueden compartir o tener su propia habitación. El personal subalterno alistado generalmente se encarga de la limpieza de los cuarteles.
El término "pueblo de guarnición" es una expresión común para cualquier pueblo que tenga cuarteles militares, es decir, una presencia militar permanente cerca.

### Prisión
Los bloques de celdas de las prisiones a menudo se construyen y organizan como barracas, y algunas prisiones militares pueden tener "barracas" en su nombre, como las Cuartel Disciplinario de los Estados Unidos de Leavenworth.

## Tipos de cuarteles
- Cuartel de la salud: Paraje defendido del riesgo donde se refugian los soldados que no quieren pelear ni arriesgarse.
- Cuartel de víveres: Sitio que señala el general en jefe para la reunión y seguridad de los víveres que deben repartirse a las tropas.
- Cuartel general: Cantón, punto o campo en donde se establece con su Estado Mayor el general en jefe del ejército.
- Cuarteles de invierno: Acantonamiento total de las tropas de un ejército en campaña efectuado con objeto de suspender las operaciones durante el invierno.
- Cuartel maestre o Cuartel maestre general: Antiguo empleo de oficial general encargado de prevenir y arreglar mapas, planos y noticias instructivas de las circunstancias, calidad y situaciones del país en que se ha de hacer la guerra y de formar el plan de campaña y el de la marcha y campamentos del ejército.
- Cuartel real: Punto o campo en que se establece el alojamiento del soberano cuando se halla este en el ejército.[6]

## En el mundo

### Canadá
Los cuarteles se utilizaron para albergar tropas en fuertes durante el Período del Alto Canadá. Antes y durante la Guerra de 1812, el Teniente gobernador John Graves Simcoe y el Mayor general Isaac Brock supervisaron la construcción de Fort York a orillas del lago Ontario en el actual Toronto. Hay varios cuarteles del ejército británico sobrevivientes construidos entre 1814 y 1815 en ese sitio en la actualidad. Se construyeron varios cuarteles de piedra caliza a media milla al oeste de Fort York en 1840, solo uno de los cuales sobrevive. El ejército británico entregó "New Fort York", como se llamaba el segundo fuerte, a la Milicia canadiense en 1870 después de la Confederación canadiense.
La Stone Frigate, completada en 1820, sirvió como cuartel brevemente en 1837-1838, y fue reacondicionada como dormitorio y aulas para albergar el Royal Military College of Canada por 1876. La Stone Frigate es un gran edificio de piedra diseñado originalmente para albergar equipos y aparejos de los buques de guerra británicos desmantelados para cumplir con el Tratado Rush-Bagot.

### Estados Unidos
Mientras están en el entrenamiento básico y a veces el entrenamiento de continuación, los efectivos militares viven en cuarteles. Los cuerpos de marina de Estados Unidos, así como la fuerza aérea (salvo los aprendices de oficial), tienen unidades del entrenamiento básico separadas por género. Esto diferencia del ejército de Estados Unidos, del guardacostas y de la Marina de guerra, donde los reclutas masculinos y femeninos entrenan y comparten los cuarteles durante el periodo básico, pero se separan durante el tiempo personal y al apagar las luces. Sin embargo, todas los ramas del ejército integran a miembros masculinos y femeninos después del campo de pruebas y de la primera asignación.
La tendencia de hoy en día en los militares de Estados Unidos es contener solamente a los solteros alistados de baja graduación en cuarteles a menos que esté requerido por razones de necesidad militar. Se espera que los suboficiales solteros y los jóvenes de más alta graduación alistados encuentren generalmente alojamiento fuera de la base. Los que residen en cuarteles ahora disfrutan generalmente de cuartos individuales de acuerdo a las pautas del Ministerio de Defensa de Estados Unidos. El cuerpo de marina es a menudo la excepción a esta práctica.

### España
Algunas de las edificaciones que han sido utilizadas o son utilizadas como cuarteles por el ejército de España a lo largo de la historia son:

### En España
- Cuartel del Conde-Duque (Madrid)
- Cuartel General del Ejército del Aire y del Espacio
- Alcázar de Toledo
- Alcázar de Segovia
- Cuartel de la Montaña (Madrid)
- Palacio de la Aljafería, Zaragoza
- Ciudadela de Jaca o Castillo de San Pedro Jaca
- Castillo de Montjuich
- Casa Grande del Carmen (Sevilla)
- Arsenal de Cartagena
- Cuartel de Colmenar, Gran Canaria, Islas Canarias
- Fuerte de Camellos, en Melilla

### Fuera de España

#### Colombia
- Castillo San Felipe de Barajas en Cartagena de Indias

#### Cuba
- Fortaleza de San Carlos de La Cabaña
- Castillo de los Tres Reyes Magos del Morro

#### Filipinas
- Fuerte de Santiago (Manila)

#### Puerto Rico
- Castillo San Felipe del Morro

### Francia
Hasta mediados del siglo XVII, los soldados del ejército francés solían vivir con los habitantes de su ciudad de guarnición. Poco a poco, ante las dificultades que entrañaba este sistema, los municipios reservaron un barrio de la ciudad con un determinado número de casas para que vivieran las tropas. Es lo que se llamaba "acuartelar a las tropas" o "acuartelarlas". Este sistema siempre fue inadecuado para alojar a un gran número de soldados. Las ciudades empezaron a convertir graneros y edificios vacíos en cuarteles y, finalmente, a construir edificios para alojar a las tropas.
Los primeros cuarteles se construyeron bajo el reinado de Luis XIV. Por real orden de 3 de diciembre de 1691, se construyeron cuarteles para albergar a las Gardes-Françaises.
A principios del siglo XIX (hacia 1820), el territorio francés contaba con suficientes cuarteles para albergar a todas las tropas.

### Polonia
En Polonia, los cuarteles se representan generalmente como un complejo de edificios, cada uno de los cuales consta de una entidad separada o un local administrativo o comercial. Como ejemplo, el Complejo de Cuarteles en Września.

### Portugal
Cada una de las bases del Ejército portugués se conoce como un "quartel" (cuartel). En un cuartel, cada uno de los edificios de dormitorios se denomina caserna. La mayoría son cuarteles de regimiento, constituyendo el componente fijo del sistema de fuerzas del Ejército y siendo responsables del adiestramiento, sustento y apoyo general al Ejército. Además de los cuerpos administrativos, logísticos y de instrucción del regimiento, cada cuartel puede albergar una o más unidades operativas (batallones operativos, compañías independientes o unidades equivalentes). Aunque existen bloques de viviendas dentro del perímetro de algunos cuarteles de regimiento, la práctica habitual portuguesa es que los miembros de las Fuerzas Armadas vivan fuera de las bases militares con sus familias, insertos en las comunidades civiles locales.
Muchos de los cuarteles del regimiento portugués son de un modelo desarrollado por la antigua Comisión Administrativa para las Nuevas Infraestructuras de las Fuerzas Armadas (CANIFA). Por ello, comúnmente se denominan "Cuarteles tipo CANIFA". Este tipo de cuarteles se construyeron en las décadas de 1950 y 1960, siguiendo un modelo arquitectónico estandarizado, normalmente con una superficie de entre 100 000 y 200 000 metros cuadrados, incluyendo edificio sede, caseta de vigilancia, comedor general, edificio de enfermería, taller y edificio de garaje, un edificio de casas para oficiales, un edificio de casas para sargentos, de tres a diez casernas de rango y archivo, campos de tiro e instalaciones deportivas. En promedio cada cuartel tipo CANIFA estaba destinado a albergar alrededor de 1000 soldados y su respectivo armamento, vehículos y demás equipos.

### Reino Unido
En los siglos XVII y XVIII hubo preocupaciones en torno a la idea de un ejército permanente alojado en cuarteles; en cambio, la ley preveía que las tropas fueran rutinariamente billeteadas en pequeños grupos en posadas y otros lugares. (Las preocupaciones eran varias: políticas, ideológicas y constitucionales, provocadas por los recuerdos del Ejército Modelo Nuevo de Cromwell y del uso de tropas en el reinado de Jacobo II para intimidar áreas de la sociedad civil. Además, los grandes cuarteles urbanos estaban asociados con monarquías absolutistas, donde podían verse como un emblema del poder sostenido a través del poderío militar, y había una sospecha constante de que reunir a los soldados en los cuarteles podría alentar la sedición).
Sin embargo, algunos "alojamientos para soldados" se construyeron en Gran Bretaña en este momento, generalmente adjuntos a fortificaciones costeras o palacios reales. El primer uso registrado de la palabra 'barracks' (cuartel) en este contexto fue para el cuartel irlandés, construido en el recinto de la Torre de Londres en 1669. En la Ordnance Office (responsable de la construcción y mantenimiento de cuarteles) Bernard de Gomme desempeñó un papel clave en el desarrollo de un estilo 'doméstico' de diseño de cuartel en la segunda mitad del siglo XVII: proporcionó bloques de cuartel para lugares como Plymouth Citadel y Tilbury Fort, cada uno con filas de habitaciones cuadradas dispuestas en pares en dos pisos, acomodando una Compañía de unos sesenta hombres, cuatro por habitación, dos por cama. Se proporcionaron muebles estándar y cada habitación tenía una rejilla que se usaba para calentar y cocinar.

## Expresiones relacionadas
- Estar de cuartel: Se dice de los oficiales generales cuando no están empleados y disfrutan de menos sueldo.
- No dar cuartel: No perdonar vidas y haciendas. Actualmente, se usa figuradamente como sinónimo de acosar persistentemente al contrincante.[6]